# ブロード峠
ブロード峠（ブロードとうげ、英語: Broad Pass）は、アメリカ合衆国アラスカ州のアラスカ山脈にある全長約24km（15マイル）の峠で、標高710メートルである。ジョージ・パークス・ハイウェイの通路であり、フェアバンクスとアンカレッジのほぼ中間に位置する。北側にはキャントウェルの町がある。
西はアラスカ山脈、東は無名の小山脈に分かれている。

## 歴史
この地域は数千年前からディネデナ族に知られていた。1898年、USGSの地質学者であるジョージ・ホーマンズ・エルドリッジとロバート・マルドローによって、原住民以外による最初の探検が行われた。その結果、1923年にアラスカ鉄道がフェアバンクスとアンカレッジの間に完成した。1971年にはジョージ・パークス・ハイウェイが完成し、この地域への道路アクセスが可能になった。

## 参照項目
- アラスカ山脈